# Clareton
Clareton si trova nella parte meridionale della contea di Weston, nel Wyoming, un miglio a sud della State Highway 450. Si trova entro i confini del Thunder Basin National Grassland. Il Clareton Oil Field si trova a sud e ad est di Clareton.
La città di Clareton fu colonizzata da Clarence Arthur Townsend e la sua famiglia, da cui il nome Clareton. Clarence costruì la sala Grange dove erano inclusi il negozio e l'ufficio postale.